# Marcelo Zerrizuela
Juan Marcelo Zerrizuela (Bella Vista, Tucumán, 12 de mayo de 1977) es un exfutbolista argentino que jugaba como delantero.

## Trayectoria

### Bella Vista
Zerrizuela se inició futbolísticamente en Bella Vista, club de su ciudad natal, disputando partidos de la Liga Tucumana.

### Tiro Federal
En 2001 se mudó a Rosario para sumarse a Tiro Federal del Argentino A.

### Atlético Tucumán
En 2002 volvió a Tucumán para jugar en Atlético Tucumán. En el decano jugó hasta 2007, llegando a disputar 104 partidos y a marcar 48 goles con la camiseta de Atlético.

### Unión de Sunchales
En 2007 llegó a Unión de Sunchales para disputar el clausura del Torneo Argentino A 2006-07. Con el club santafesino avanzó a la fase final del torneo, pero cayó ante el equipo que sería campeón, Independiente Rivadavia.

### Universitario de Sucre
En 2008 tuvo su primera experiencia en el exterior, cuando viajó a Bolivia para sumarse a Universitario de Sucre. En el equipo de la capital boliviana haría historia al consagrarse campeón de la Primera División de Bolivia por primera vez en su historia.

### Atlético Famaillá
En 2009 volvió a su provincia para jugar en Atlético Famaillá, que disputaba el Argentino B. En el equipo Famaillense tuvo un breve paso.

### Central Norte
Para la temporada 2009/2010 se mudó a Salta, donde arribó a Cental Norte. Con el cuervo se coronó campeón del Argentino B y obtuvo el ascenso al Argentino A. En el azabache jugó hasta el año 2012.

### Final de carrera
En el final de su carrera jugó en Camioneros Argentinos del Norte y en Pellegrini, donde se retiró del fútbol.

## Clubes
| Club                            | País      |
| ------------------------------- | --------- |
| Bella Vista                     | Argentina |
| Tiro Federal                    | Argentina |
| Atlético Tucumán                | Argentina |
| Unión de Sunchales              | Argentina |
| Universitario de Sucre          | Bolivia   |
| Atlético Famaillá               | Argentina |
| Cental Norte                    | Argentina |
| Camioneros Argentinos del Norte | Argentina |
| Pellegrini                      | Argentina |

## Palmarés
| Título                      | Equipo                 | País      | Año       |
| --------------------------- | ---------------------- | --------- | --------- |
| Primera División de Bolivia | Universitario de Sucre | Bolivia   | 2008      |
| Argentino B                 | Cental Norte           | Argentina | 2009/2010 |